# Pavé
Pavé – szczyt w Alpach Delfinackich, części Alp Zachodnich. Leży w południowo-wschodniej Francji na granicy regionów Owernia-Rodan-Alpy i Prowansja-Alpy-Lazurowe Wybrzeże, przy granicy z Włochami.
Wznosi się w grupie górskiej Écrins, w grani, łączącej szczyty Barre des Écrins na południu i La Meije na północy, blisko tego drugiego. Jest szczytem zwornikowym. Na południowym zachodzie od sąsiedniego szczytu Pointe Castelnau dzieli go lodowa przełęcz Col du Pavé (ok. 3535 m n.p.m.), używana często do przejścia z doliny Clot des Cavales do doliny Étançons. Na północnym zachodzie od wschodniego wierzchołka La Meije (Pic Oriental, 3891 m n.p.m.) dzieli go przełączka Brèche Casimir Gaspard (3762 m n.p.m.) w długiej na ok. 700 m skalistej grani. Na wschodzie przez płytką przełączkę sąsiaduje z nim Pic Gaspard (3883 m n.p.m.). Pod południową ścianą szczytu rozciąga się niewielki, kurczący się obecnie lodowiec Glacier Supérieur des Cavales, schodzący w kierunku jeziorka Lac du Pavé. Zerwy szczytowe zachodniej ściany opadają nad górne partie lodowca Glacier des Étançons. Ściana północna spada nad górną partię lodowca Glacier Supérieur du Lautaret.
Szczyt można zdobyć ze schroniska Pavé (2841 m n.p.m.), położonego u jego południowej podstawy. Droga tzw. normalna wiedzie jego południowo-zachodnią granią, od przełęczy. Pierwszego wejścia dokonali 19 lipca 1879 r. W. A. B. Coolidge z przewodnikami Christianem Almerem ojcem i Christianem Almerem synem.
Pierwszego zimowego wejścia na szczyt dokonał samotnie w dniu 28 kwietnia 1933 r. polski alpinista Jerzy Golcz. Zajście zakończyło się odpadnięciem od ściany z wielkim blokiem skalnym i 620-metrowym upadkiem na lodowiec Étançons, który Golcz przeżył.